# Charles d'Orléans
Charles de Valois (n. 24 noiembrie 1394, Paris, Regatul Franței – d. 5 ianuarie 1465, Amboise, Centre-Val de Loire, Franța) a fost Duce de Orléans și de Valois, prinț și poet francez, cunoscut mai ales pentru operele sale poetice scrise în lunga sa captivitate engleză. Era fiul lui Ludovic I, Duce de Orléans (fratele regelui Carol al VI-lea al Franței) și al Valentinei Visconti (1368–1408), fiica ducelui de Milano. A fost tatăl regelui Franței Ludovic al XII-lea.

## Opera literară
Poeziile sale se remarcă prin stilul cavaleresc de curte și puritatea limbajului. A scris Cartea iubirii („Canticum amoris”) și Cartea meditației („Le livre de pensée”).

## Căsătorie și copii
Charles s-a căsătorit de trei ori. Prima lui soție Isabella de Valois (fiica regelui Carol al VI-lea al Franței și văduva regelui Richard al II-lea al Angliei), cu care s-a căsătorit la Compiègne în 1406 a murit la naștere. Fiica lor, Jeanne de Valois, Ducesă de Alençon s-a căsătorit cu Ioan al II-lea de Alençon în 1424 la Blois. A doua soție a fost Bonna de Armagnac, fiica lui Bernard al VII-lea, Conte de Armagnac, în 1410. Bonna a murit înainte ca el să se întoarcă din captivitate.
La întoarcerea sa în Franța în 1440, Charles s-a căsătorit cu Maria de Cleves (fiica lui Adolph I, Duce de Cleves). Ei au avut trei copii:
- Maria de Orléans (19 decembrie 1457 – 1493) căsătorită cu Jean de Foix în 1476;
- Ludovic al XII-lea al Franței (1462–1515);
- Anne de Orléans, stareța de Fontevraud (1464–1491), apoi, stareță la mănăstirile Fontevrault și Poitiers.